# José Manuel Entrecanales
José Manuel Entrecanales Domecq (Madrid, 1 de enero de 1963) es un empresario español. Actualmente, desempeña el cargo de presidente ejecutivo y CEO de Acciona, empresa global enfocada en soluciones sostenibles de infraestructuras, energías renovables, servicios de agua, transporte y movilidad, residuos o edificación ecoeficiente y facilities services.

## Biografía
Estudió en el Colegio Estudio de Madrid, heredero de la Institución Libre de Enseñanza y se licenció en Ciencias Económicas por la Universidad Complutense de Madrid. Está casado con María Carrión y tiene cuatro hijos: José Entrecanales Carrión, Gonzalo Entrecanales Carrión, Clotilde  Entrecanales Carrión y Gerardo Entrecanales Carrión.

### Carrera profesional
Comenzó su carrera profesional en 1985 en Merrill Lynch en Nueva York y Londres. Se incorporó a Acciona en 1991. La empresa familiar, en ese momento presidida por su padre, se hizo con un paquete mayoritario de acciones de la compañía de telefonía móvil Airtel en 1995 y en 2000 José Manuel Entrecanales fue nombrado presidente de la operadora, en sustitución de Juan Abelló. En 2003, pese a ejercer Vodafone una opción de compra y deshacerse Acciona de su participación, Entrecanales continuó siendo presidente de Vodafone España hasta octubre de 2007.
En enero de 2004 heredó de su padre, José María Entrecanales de Azcárate, la presidencia del Grupo Acciona, al tiempo que su primo carnal, Juan Ignacio Entrecanales Franco, se convertía en vicepresidente de la compañía. Como presidente de Acciona, José Manuel Entrecanales ha logrado transformar una empresa de ingeniería y construcción en una compañía global de infraestructuras, energía y servicios de agua con más de 50.000 empleados y presencia en 52 países.
Con motivo de la toma de participación por parte de Acciona del 25% de la empresa eléctrica Endesa, en octubre de 2007 fue nombrado presidente ejecutivo de esta última, sustituyendo al anterior presidente de la eléctrica hasta ese momento. Entrecanales ejerció el cargo hasta el 24 de marzo de 2009, fecha en la que Acciona vendió su participación a Enel.

## Cargos
José Manuel Entrecanales es miembro de varios organismos dedicados al desarrollo sostenible y a la lucha contra el cambio climático como el Pacto Mundial de las Naciones Unidas, el Carbon Pricing Leadership Coalition del Banco Mundial o el Consejo Mundial Empresarial para el Desarrollo Sostenible (WBCSD).
Además, es patrono de la Fundación Princesa de Asturias, del Museo del Prado, de la Fundación Pro CNIC y del Instituto de Empresa Familiar, desempeñando actualmente funciones como vocal en ambas organizaciones.Miembro del Grupo Bilderberg, ha participado en algunos de sus encuentros anuales.
Es presidente de acciona.org, fundación dedicada a promover el acceso universal al agua y la energía. En 2009 creó la Fundación José Manuel Entrecanales Innovación y Emprendimiento.

## Premios y reconocimientos
- Presidente del Instituto de la Empresa Familiar (2012-2014), en reconocimiento a su defensa del empresariado. Fue sucedido en el cargo por el editor Javier Moll.[8][9][10]
- Medalla Sorolla (2017) por su "contribución al arte y cultura hispánica".[11]
- Orden del Sol Naciente de Japón (2018) , por “su fuerte compromiso con el desarrollo sostenible” así como por su “labor de fomento de las relaciones económicas entre Japón y España”.[12]
- Premio Tiepolo (diciembre de 2021) a su trayectoria como empresario en España e Italia.[13]
- Empresario del año (noviembre de 2022), nombrado por la Cámara de Comercio Brasil-España.[14]
- Doctor honoris causa en Ciencias Empresariales por la Royal Melbourne Institute of Technology - RMIT University de Melbourne (Australia, mayo de 2024), en reconocimiento a su contribución a la sostenibilidad y la innovación en los sectores de las energías limpias y las infraestructuras regenerativas.[15]
- Es Embajador de Marca España.